# World Light Center
World Light Center var en svensk New Age-, teosofi- och kristet inspirerad rörelse, allmänt betraktad som en sekt. (Tidigare bedrev även den amerikanska rörelsen Unification Church, det vill säga Moonrörelsen, verksamheter under detta namn, men det är en helt annan rörelse.)
Rörelsen grundades år 1981 i Vingåker men flyttade omkring 1991-1992 till Konga i Småland, och leddes av Lilly Gardeby (1927-2004), som ansåg sig vara den återfödda Jungfru Maria (Jesu moder) och påstod sig ha förmåga att hela människor. Bland anhängarna fanns en period musikproducenten Jonas Bernholm.
De sociala myndigheterna i Tingsryd beslutade att omhänderta samtliga barn som bodde på gården i Konga sommaren 1993 med hjälp av sju poliser och socialarbetare. Barnen placerades därefter i familjehem. Detta ledde till ett rättsligt efterspel då Gardeby och en annan person misstänktes för egenmäktighet mot barn, misshandel och våld mot tjänsteman.
När rörelsen stod på topp hade den som högst omkring 80 medlemmar.
Efter flera avhopp hade rörelsens medlemsantal sjunkit till endast åtta medlemmar (april 1998), verksamma i Konga. Kort innan Gardebys död 2004 upplöstes rörelsen. 
Organisationen har skildrats i litteraturen.